# Szabó József (nyelvész, 1789–1885)
Szabó József, Borgátai Szabó József (Gérce, 1789. október 2. – Sopron, 1885. június 8.) tanár, nyelvész, történész.

## Élete
Tanulmányait a soproni evangélikus líceumban, majd 1816-tól Jénában, 1817-től pedig Göttingenben végezte. Itt kötött barátságot Kőrösi Csoma Sándorral. 1817 és 1853 között tanított a soproni evangélikus líceumban, 1829 és 1833 között vezette a tanítóképző tanfolyamot is. Képviselője az elsősorban tudománytalan etimológiák segítségével alkotott úgynevezett „délibábos” nyelvészetnek, álláspontja szerint az ázsiai nyelvek feldolgozása főként a magyar tudomány feladata.

## Fontosabb művei
- A hősi magyar név s eredeti méltóságának kivívása (Sopron, 1825)
- A dicső magyar szó s nyelv őskorú régisége (Sopron, 1829)
- Monumenta linguae ac literaturae Hungarorum in antiquitate vetusta (Sopron, 1833)
- A magyar nyelv keleti emlékei (I – II. füz. Sopron, 1844, 1862)